# Scorțoasa
Scortoasa là một xã thuộc hạt Buzău, România. Dân số thời điểm năm 2002 là 3421 người.